# Дальня авіація Росії
Дальня авіація Росії (ДА) — об'єднання Військово-повітряних сил ЗС Росії у підпорядкуванні головнокомандувача ВКС Росії. Дальня авіація є компонентом стратегічних ядерних сил.
Основне озброєння літаків ДА: авіаційні крилаті ракети великої дальності та ракети оперативно-тактичного призначення в ядерному та звичайному спорядженні, а також авіаційні бомби різного призначення та калібру, морські міни.

## Історія
37-ту повітряну армію Верховного Головного командування стратегічного призначення було створено в 1998, куди зібрали залишки дальньої авіації СРСР, в тому числі літаки передані Росії Україною.
Внаслідок реформи ЗС Росії 2008 5 серпня 2009 року 37-ту повітряну армію Верховного Головнокомандування стратегічного призначення було знову переформовано в командування Дальньої авіації. У 2011 році до складу командування передали всю морську ракетоносну авіацію ВМФ РФ.
День Дальньої авіації Росії відмічається 23 грудня.

## Склад
На озброєнні з'єднань та частин ДА перебувають стратегічні ракетоносці Ту-160 і Ту-95МС, дальні бомбардувальники Ту-22М3, літаки-заправники Іл-78 та літаки-розвідники Ту-22МР.

### Підрозділи
До складу ДА входять: 22-га гвардійська важка бомбардувальна авіаційна Донбаська Червонопрапорна дивізія (ВБАД) в місті Енгельс та 326-та важка бомбардувальна авіаційна дивізія Тарнопольська ордена Кутузова II ступеня (Українка), 43-й Центр бойового застосування та переучування льотного складу (ЦБЗ ПЛС), окремий 203-й гвардійський авіаполк літаків-заправників (ОГвАП) та частини забезпечення.
| 200-й ВБАП · 444-й ВБАП 43-й ЦБЗ ПЛС · 203-й ОГвАП 840-й ВБАП 79-й ВБАП · 182-й ВБАП 52-й ГвВБАП 121-й ВБАП · 182-й ВБАП 184-й ВБАП |                                 |                                    |                             |
| Підрозділ | Авіабаза                        | Озброєння                          | Примітки                    |
| 200-й ВБАП (326-а ВБАД) | Біла, Іркутська обл             | Ту-22М3                            |                             |
| 444-й ВБАП (326-а ВБАД) | Біла, Іркутська обл             | Ту-22М3                            |                             |
| 43-й ЦБЗ ПЛС | Дягілєво, Рязанська обл         | Ту-95МС, Ту-22М3, Ту-134УБЛ, Ан-26 |                             |
| 203-й ОГвАП | Дягілєво, Рязанська обл         | Іл-78                              | полк літаків-заправників    |
| 840-й ВБАП (22-а ВБАД) | Сольці, Новгородська обл        | Ту-22М3                            |                             |
| 182-й ВБАП (326-а ВБАД) | Українка, Амурська обл          | Ту-95МС                            |                             |
| 79-й ВБАП (326-а ВБАД) | Українка, Амурська обл          | Ту-95МС                            |                             |
| 52-й ГвВБАП (22-а ВБАД) | Шайківка, Калузька обл          | Ту-22М3, Мі-8                      |                             |
| 121-й ВБАП (22-а ВБАД) | Енгельс, Саратовська обл        | Ту-160                             |                             |
| 182-й ВБАП (326-а ВБАД) | Енгельс, Саратовська обл        | Ту-95МС                            |                             |
| 184-й ВБАП | Федотово, Вологодська обл       | Ту-142                             | дальня протичовнова авіація |
| Окремий полк | Саваслейка, Нижньогородська обл | МіГ-31К                            | оснащені Х-47М2 «Кинджал»   |

Авіазаводи:
- Казанське авіаційне виробниче промислове об'єднання імені С. П. Горбунова — виробництво і модифікація Ту-22М і Ту-160[2].
- Завод «Авіакор» в Самарі — серійне виробництво і модифікація Ту-95[2].
- 360 авіаційний ремонтний завод в Рязані — основне ремонтне підприємство для літаків Дальньої авіації.

### Оцінки кількості техніки
За інформацією в українській пресі, ДА у 2016 році мала 81 бойовий літак (40 стратегічних бомбардувальників та 41 дальній бомбардувальник), 19 заправників, 7 транспортних літаків, 3 вертольоти. 
За російськими оцінками ця кількість була приблизно вдвоє більша, проте варто розуміти, що ще деяка кількість  літаків Ту-22М2 та Ту-22М3 (в ЗМІ сказано про 90) та близько 60 Ту‑95МС знаходяться на зберіганні.

## Участь у війнах
Дальні бомбардувальники Ту-22М брали участь в Російсько-грузинській війні (2008), один з них (з бази Шайківка) було збито в ніч на 9 серпня 2008 з ЗРК «Бук».
З 2015 російські бомбардувальники ДА беруть участь в інтервенції Росії в Сирію.

### Російсько-українська війна
З першого дня повномасштабного вторгнення Дальня авіація Росії застосовується для запуску крилатих ракет по Україні. Застосування вільнопадаючих бомб обмежене активністю ППО ЗСУ і відмічалось лише в оточеному Маріуполі весною 2022.
1 червня 2025 року СБУ провела завершальний етап операції «Павутина», внаслідок якої було знищено значну частину російської дальньої авіації на 5 аеродромах базування.